# Dagonet
 (décembre 2020).
Si vous disposez d'ouvrages ou d'articles de référence ou si vous connaissez des sites web de qualité traitant du thème abordé ici, merci de compléter l'article en donnant les références utiles à sa vérifiabilité et en les liant à la section « Notes et références ».
Pour l’article homonyme, voir Ernest Dagonet.
Dagonet est le fou du roi Arthur et un des chevaliers de la table ronde. Dans Le Morte d'Arthur de Thomas Malory, il est décrit comme un bouffon adoubé par pure plaisanterie. Shakespeare fait encore référence à lui comme à un simple bouffon dans Henry IV. 
Les auteurs plus tardifs enrichissent le personnage. Dans Les Idylles du Roi de Tennyson, il est seul à prévoir la fin prochaine du royaume. Par contre, The Story of the Champions of the Round Table, de Howard Pyle il campe un fou intellectuellement limité mais preux chevalier.  
C'est peut-être ce dernier personnage qui inspire le Dagonet du film de 2004 Le Roi Arthur, colosse courageux et dévoué, mais peu futé. Quant au Dagonet de Kaamelott, son ascendance est obscure. Joué par Antoine De Caunes, il est montré comme un seigneur relativement incapable qui siège de temps en temps à la Table Ronde (Livre I, Episode 27). Dans le Livre IV il se joint, plus par bêtise que par méchanceté à la conspiration du Roi Loth et soutient le camp séparatiste de Lancelot. Il est épargné par Arthur dans le Livre V et se retrouve parmi les conseillers de Lancelot, dix ans plus tard, après son coup d'état, avec Loth, le Père Blaise et le Jurisconsulte, dans Kaamelott : Premier Volet